# عمارة رشدي (فلم)
عمارة رشدي فيلم كوميدي، رعب مصري تاريخ العرض : 13 ديسمبر 2017. الفيلم من إخراج حسن السيد، وتأليف محمد الأحمدي، ومن بطولة سيد منير، وميدرونا سليم، وأميرة حافظ، وأحمد بسيم، ومحمد العمروسي.

## ملخص القصة
تدور الأحداث حول عمارة رشدي الموجودة بالإسكندرية، والتي يدور حولها عدد من الأساطير والحكايات المرعبة، حيث يشاع عنها أنها مسكونة بالأرواح، وأن أي شخص يقترب منها ويحاول السكن بها، يجد نفسه موجود في الشارع، ويحاول شاب شرير إثبات صحة هذه الإشاعات عن العمارة.

## طاقم التمثيل
- مدحت تيخا
- أميرة حافظ
- أحمد بسيم
- محمد العمروسي
- مراد فكري صادق
- نادية العراقية
- أيمن قنديل
- محمود الجبلاوي
- إنجي خطاب
- سمر جابر
- حسن عيد
- نرمين ماهر
- ميدرونا
- سيد منير
- محمود سويلم
- محمد صلاح آدم
- مها كريم

## إنتاج  المهندس نزهي جرجس
- كتب وائل يوسف قصة سيناريو وحوار الفيلم وكان الفيلم من إخراج حسن السيد و إنتاج نزهي جرجس